# Amt Lebus
Amt Lebus är ett kommunalförbund (i brandenburgsk förvaltningsrätt: Amt) i Tyskland, beläget vid floden Oder i sydöstra delen av Landkreis Märkisch-Oderland i förbundslandet Brandenburg, norr om staden Frankfurt (Oder). Amt Lebus bildades 1992, med staden Lebus som namngivare och säte för amtsförvaltningen. De ingående fem kommunerna har sammanlagt 6 204 invånare (2012).

## Administrativ indelning
Amt Lebus är en sammanslutning av kommunerna:
- Lebus med Lebus stad, Mallnow, Schönfliess och Wulkow
- Podelzig
- Reitwein
- Treplin och
- Zeschdorf, med Alt Zeschdorf, Döbberin och Petershagen